# ホブズ

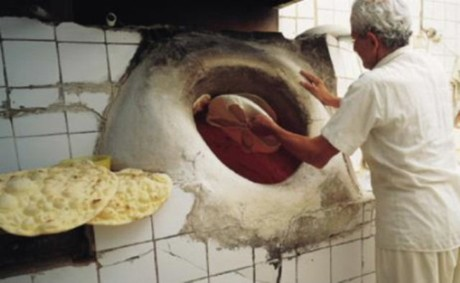
バーレーンのホブズ

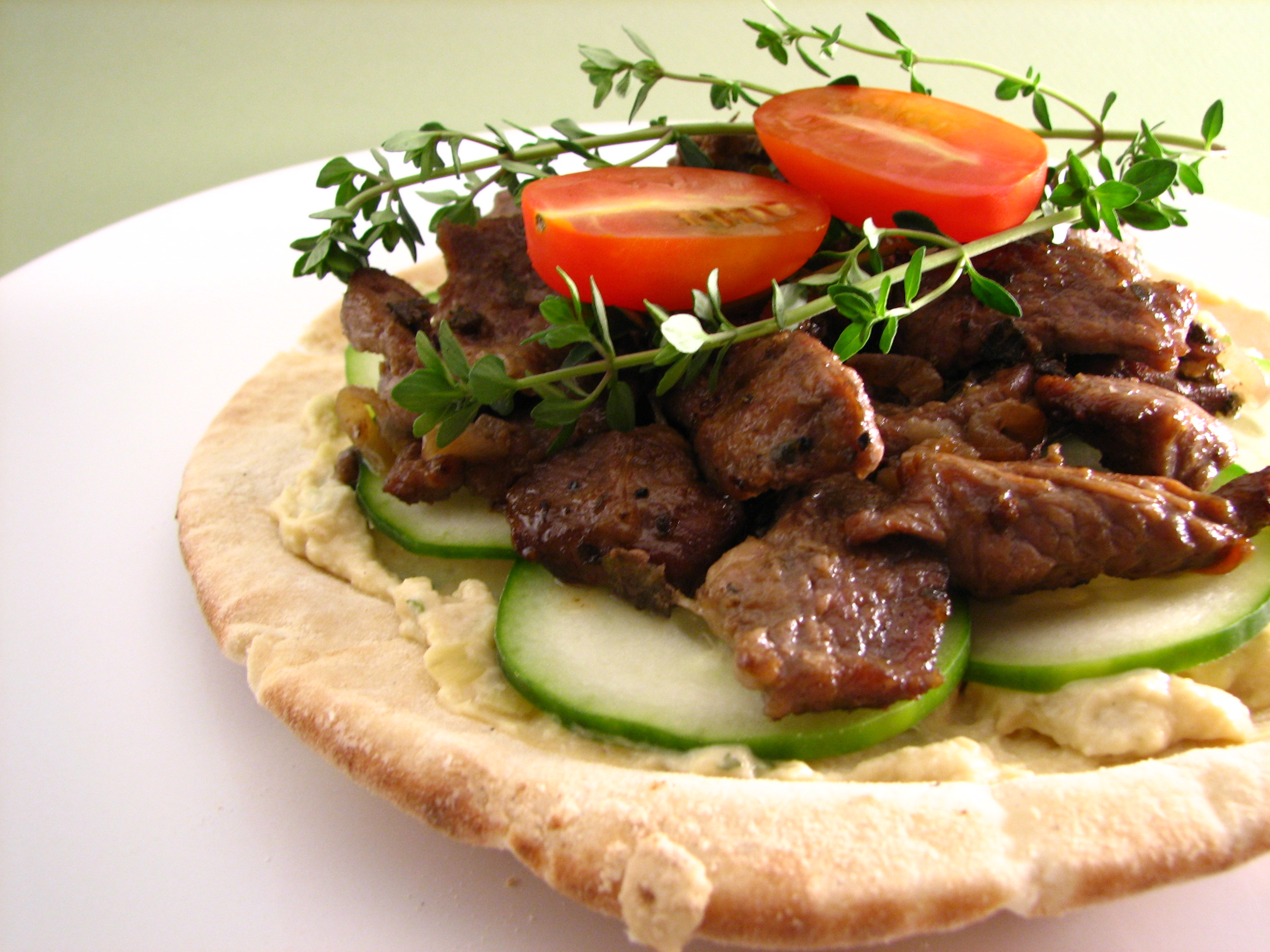
クマージュ

ホブズ（アラビア語: خُبْز, khubz, フブズ）は、アラブのパンの総称。文語アラビア語ではフブズと発音されるが、日本語では口語発音の一つであるホブズとカタカナ表記することが多い。
アラビア語でホブズ・アラビー（خُبْز عَرَبِيّ, khubz ʿarabī, フブズ・アラビー）と呼ばれる空洞のある薄いパン（ギリシア語由来名称：ピタ、レヴァント方言名称：كْمَاج, kmāj, クマージュ）はその代表例だが、風呂敷のように薄く大きなパン、円形のパン、フランスパンに近いものや、硬いパンや重いパンまで、様々な種類が存在する。
イスラム教の教えでは、パンは神の恵みの象徴であるため、パンを捨てたり、踏みつけたりすることは禁じられている。敬虔なイスラム教徒は、落ちているパンを見つけたら拾い上げ、パンに接吻する仕草をしてから額まで持ち上げて神に感謝し、踏みつけられないような場所に置くべきとされる。また、日が経って固くなったパンを無駄にしないために、サラダにまぜて食べるなど、パンを使った種々の料理が工夫されている。